# NGC 690
NGC 690 (również PGC 6587) – galaktyka spiralna z poprzeczką (SBc), znajdująca się w gwiazdozbiorze Wieloryba. Odkrył ją Francis Leavenworth 9 listopada 1885 roku.